# Dionisis Karatzas
Dionisis Karatzas (griechisch Διονύσης Καρατζάς Dionysis Karatzas, * 1950 in Patras) ist ein griechischer Dichter.

## Leben
Dionisis Karatzas studierte an der Philosophischen Fakultät der Athener Universität und begann seine berufliche Laufbahn als Lehrer. Dionisis Karatzas war an verschiedenen Oberschulen der Peloponnes tätig. Heute ist er Stellvertretender Direktor eines Gymnasiums in Patras.
Seinen Einstieg in die griechische Literaturszene hatte er 1972 mit dem Lyrikband Tagesanbruch auf Erden. Seitdem publizierte Karatzas mehrere Gedichtbände, und längst gilt seine Poesie in der Literaturlandschaft seiner Heimat als unverkennbar. Zur Zusammenarbeit mit dem Komponisten Mikis Theodorakis kam es daher nicht zufällig. Theodorakis hat mehrere Gedichte aus diversen Zyklen von Dionisis Karatzas vertont („Gesichter der Sonne“, „Wie ein antiker Wind“). Darauf folgten Projekte mit anderen Komponisten, wie z. B. mit Ilias Andrianopoulos und zuletzt mit Giorgos Andreou. Dem deutschen Publikum sind Gedichte von Dionisis Karatzas bereits bekannt durch den Liederzyklus Poetica von Mikis Theodorakis, gesungen von Maria Farantouri.

## Ausgaben auf Deutsch
- Dionisis Karatzas: Selbstmord des Reservemonats. Griechische Gedichte über das Meer und die Liebe. Ausgewählt und herausgegeben von Asteris Kutulas. Aus dem Griechischen nachgedichtet von Ina Kutulas und Asteris Kutulas, Zeichnungen von Trak Wendisch. Edition Raute (Herausgegeben von Holger Wendland), Görlitz 2010, ISBN 978-3-933777-20-1.